# Rajd na Morzu Południowochińskim
Rajd na Morzu Południowochińskim (operacja Gratitude) – amerykańska operacja wojskowa przeprowadzona w dniach 10–20 stycznia 1945 roku przez 3. Flotę Stanów Zjednoczonych. Nalot miał na celu wsparcie wojsk amerykańskich na wyspie Luzon oraz zniszczenie japońskich statków handlowych i konwojów.
Po zaatakowaniu lotnisk na Tajwanie flota amerykańska w nocy z 9 na 10 stycznia wkroczyła na Morze Południowochińskie. 12 stycznia samoloty startujące z lotniskowców zaatakowały japońską flotę u wybrzeży Indochin Francuskich. Następnie flota popłynęła na północ i 15 stycznia ponownie zaatakowała Formozę. 16 stycznia lotnictwo przeprowadziło naloty na Hongkong, Kanton i Hajnan, a 20 stycznia 3. Flota opuściła Morze Południowochińskie.

## Tło

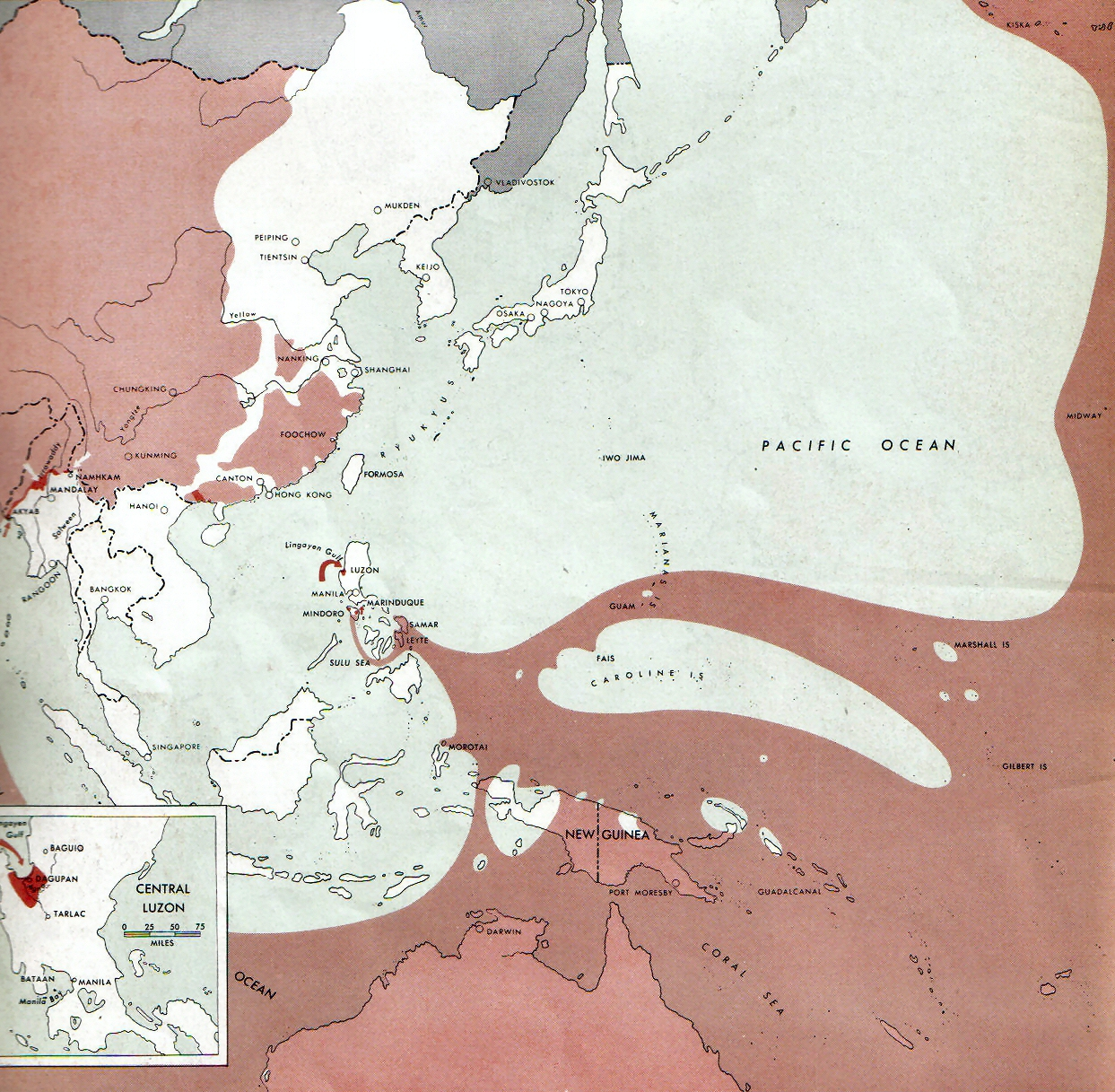
Mapa Południowego Pacyfiku. Na czerwono zaznaczono tereny kontrolowane przez aliantów (stan na 15 stycznia 1945 rok)

W czerwcu rząd Vichy, na mocy paktu podpisanego w Hanoi odstąpił Japończykom trzy lotniska i zezwolił na wkroczenie 60 000 żołnierzy Cesarstwa do Indochin Francuskich. W lipcu 1941 roku Japończycy zajęli południowe Indochiny, wybudowali lotniska oraz bazę morską w Zatoce Cam Ranh. Władze francuskie pozostały jako rząd marionetkowy. Po wyzwoleniu Francji w 1944 roku rząd Vichy w Indochinach starał się nawiązać kontakt z rządem Wolnej Francji w Paryżu i rozpoczął przygotowania do zorganizowania powstania przeciwko Japończykom. Służby wywiadowcze Cesarstwa szybko dowiedziały się o zamiarach władz francuskich, w związku z czym Japończycy opracowali plan rozbrojenia sił francuskich i formalnego przejęcia Indochin.
W 1942 roku Japończycy zajęli Filipiny jednocześnie zyskując kontrolę nad Morzem Południowochińskim. Opanowanie tego akwenu umożliwiło inwazję na Azję Południowo-Wschodnią (w tym bogate w złoża ropy naftowej Holenderskie Indie Wschodnie). Po przejęciu tych terenów, Japończycy wykorzystywali Morze Południowochińskie do transportu ropy naftowej oraz kauczuku z rejonów Indonezji.
Gdy wojna obróciła się przeciwko Japonii, statki przepływające przez Morze Południowochińskie były często atakowane przez alianckie okręty podwodne oraz (od 1944 roku) lotnictwo. W miarę wzrostu strat wśród tankowców i frachtowców, rząd japoński nakazał statkom odbywać podróże przez Morze Południowochińskie w nocy, z dala od szlaków handlowych.
Pod koniec 1944 roku William Halsey, dowódca 3. Floty Stanów Zjednoczonych, starał się przeprowadzić nalot na Morze Południowochińskie. 21 listopada poprosił admirała Chestera Nimitza o pozwolenie na dokonanie ataku, lecz Nimitz nie wyraził zgody.

## Przygotowanie operacji

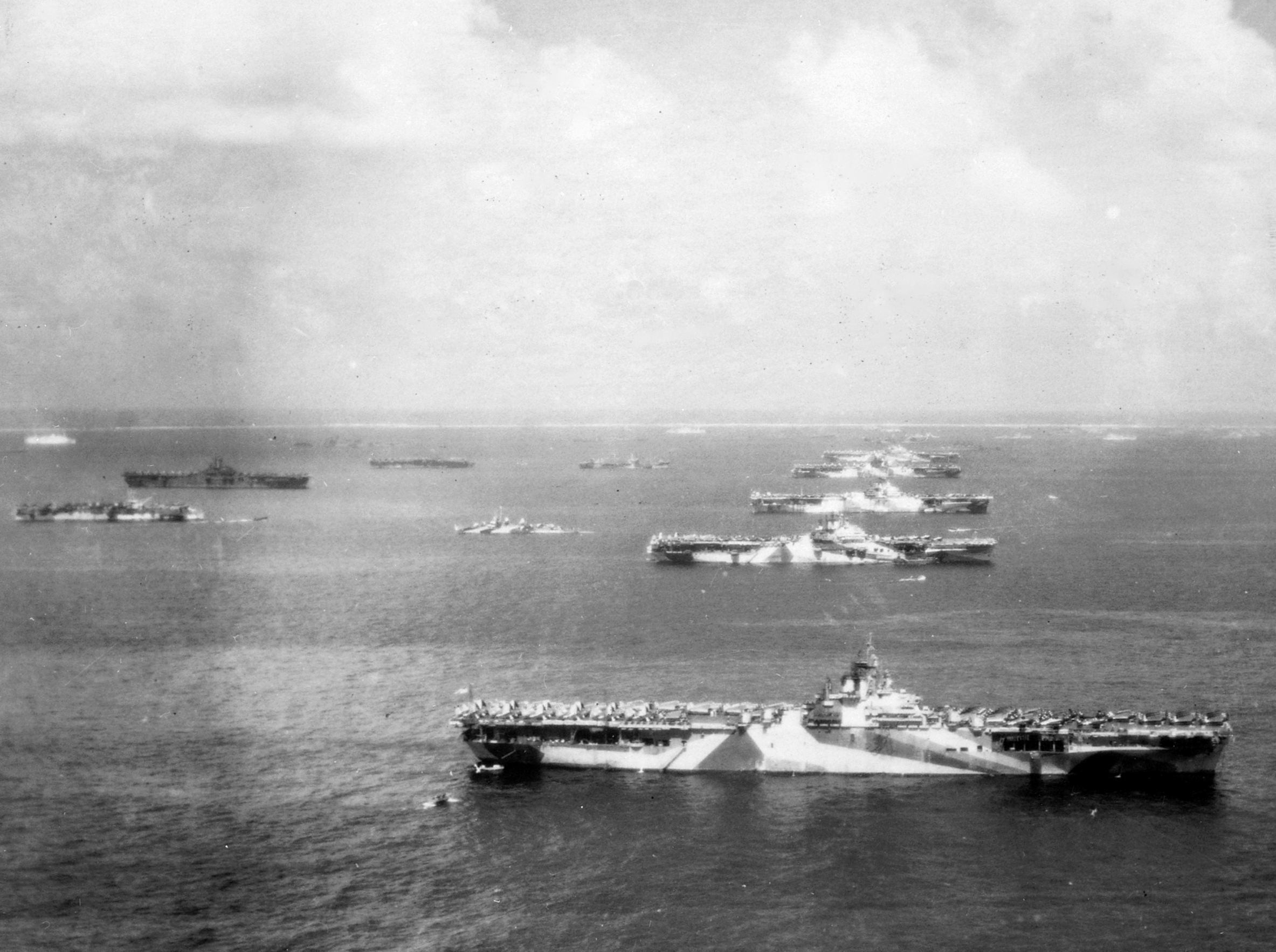
3. Flota Stanów Zjednoczonych w rejonie Ulithi w grudniu 1944 roku

26 grudnia 1944 roku japońska marynarka ostrzelała z Zatoki Cam Ranh wojska alianckie w Mindoro, lecz nie wyrządziła żadnych znaczących szkód.
W obawie przed kolejnymi atakami Japończyków, Amerykanie postanowili zniszczyć japońskie wojska aeromobilne, które znajdowały się w Zatoce Cam Ranh oraz na Morzu Wewnętrznym. Ponieważ Morze Wewnętrzne znajdowało się poza zasięgiem bombowców, Amerykanie postanowili zaatakować wojska japońskie na Morzu Południowochińskim. 28 grudnia admirał Chester Nimitz udzielił zezwolenia Williamowi Halsey'owi na rozpoczęcie ataku.

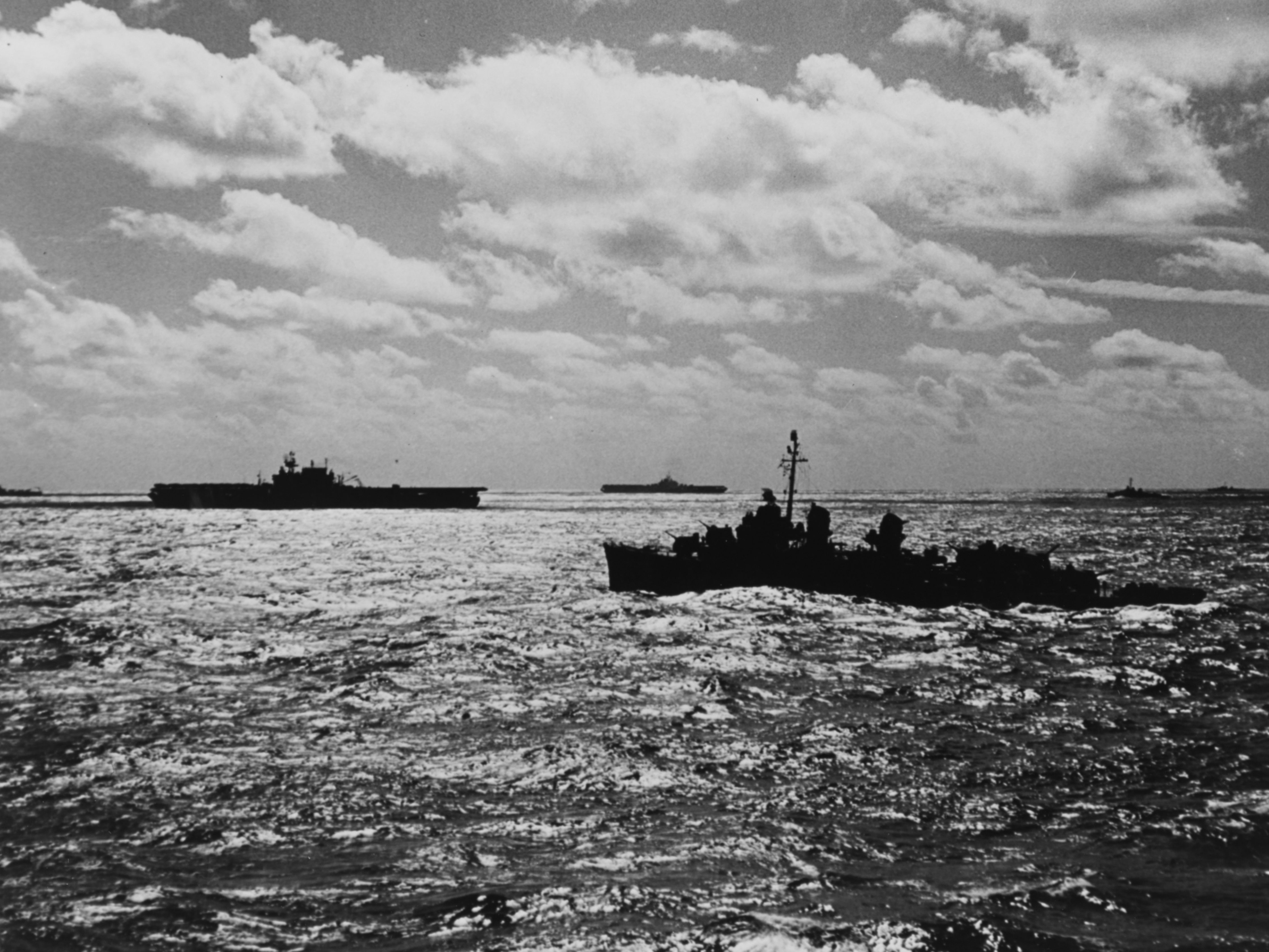
Okręty 3. Floty Stanów Zjednoczonych w drodze na Filipiny (styczeń 1945 rok)

Plany nalotu przewidywały, że 3. Flota wypłynie na Morze Południowochińskie przez Cieśninę Luzon, zanim uda się na południowy zachód. Lotniskowce miały zaatakować japońskie pozycje na Tajwanie i zapewnić wsparcie podczas lądowania w Zatoce Lingayen. Wywiad aliantów oszacował, że na Formozie stacjonowało zwykle około 300 samolotów, około 500 znajdowało się w południowych Chinach i północnych Indochinach, kolejnych 170 w południowych Indochinach, Birmie i Tajlandii oraz 280 w Holenderskich Indiach Wschodnich. Przeszkodą dla aliantów okazała się również pogoda, gdyż w styczniu Morze Południowochińskie jest często nawiedzane przez tajfuny.

## Przebieg operacji

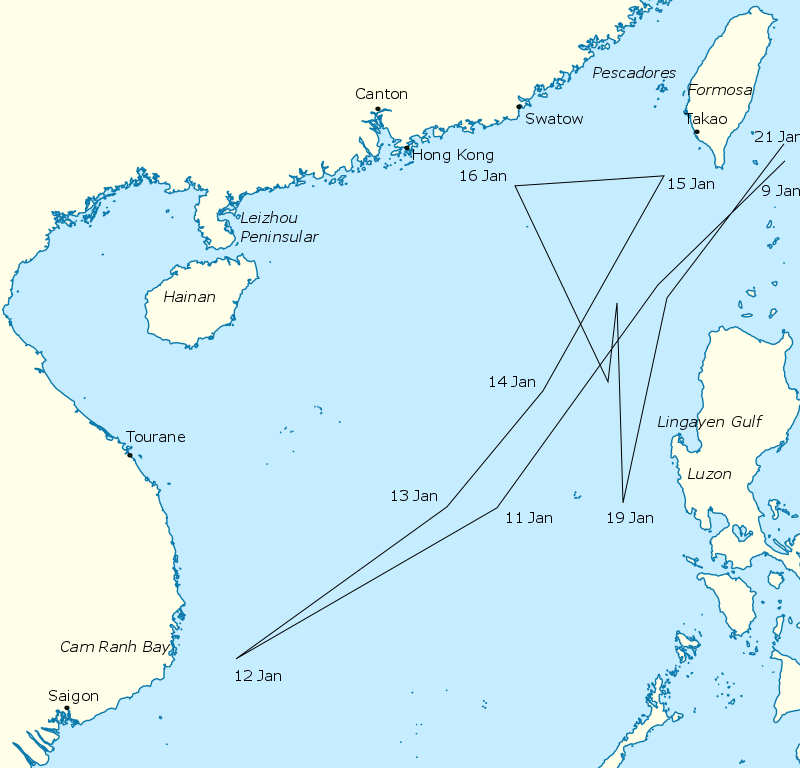
Przybliżona trasa 3. Floty Stanów Zjednoczonych

### Wpłynięcie na Morze Południowochińskie
3. Flota wypłynęła z Ulithi 30 grudnia 1944 roku. W dniach 3 i 4 stycznia lotniskowce zaatakowały japońskie lotniska na Tajwanie, Okinawie i pobliskich wyspach, próbując uniemożliwić użycie ich, do ataku na siły alianckie w Zatoce Lingayen. Działając na prośbę generała Douglasa MacArthura, w dniach 6 i 7 stycznia flota zaatakowała lotniska na wyspie Luzon. Dzień później admirał Thomas Kinkaid, dowódca 7. Floty Stanów Zjednoczonych, która była odpowiedzialna za lądowanie w Zatoce Lingayen, poprosił Halseya o zapewnienie osłony powietrznej w początkowym okresie inwazji na Luzon. Rankiem 9 stycznia Nimitz zwolnił 3. Flotę z bezpośredniego osłaniania obszaru Zatoki Lingayen i zezwolił jej na wejście na Morze Południowochińskie. Gdy wszystkie samoloty wylądowały na lotniskowcach, Halsey wydał rozkaz wykonania planowanego ataku na Morze Południowochińskie. W dniach 3–9 stycznia 3. Flota zestrzeliła ponad 150 japońskich samolotów, tracąc przy tym 86 własnych.
W nocy z 9 na 10 stycznia główne siły 3. Floty przepłynęły przez kanał Bashi. Żadna jednostka nie została wykryta przez Japończyków, chociaż amerykańskie nocne myśliwce operujące z lekkiego lotniskowca USS „Independence” zestrzeliły trzy japońskie samoloty transportowe, które lecące na Formozę. Flota otrzymała również meldunek, że wzdłuż południowego wybrzeża Chin w kierunku Tajwanu płynął duży japoński konwój, lecz Halsey zdecydował się go nie atakować, żeby uniknąć wykrycia przez wroga.

### Ataki na południowe Indochiny Francuskie

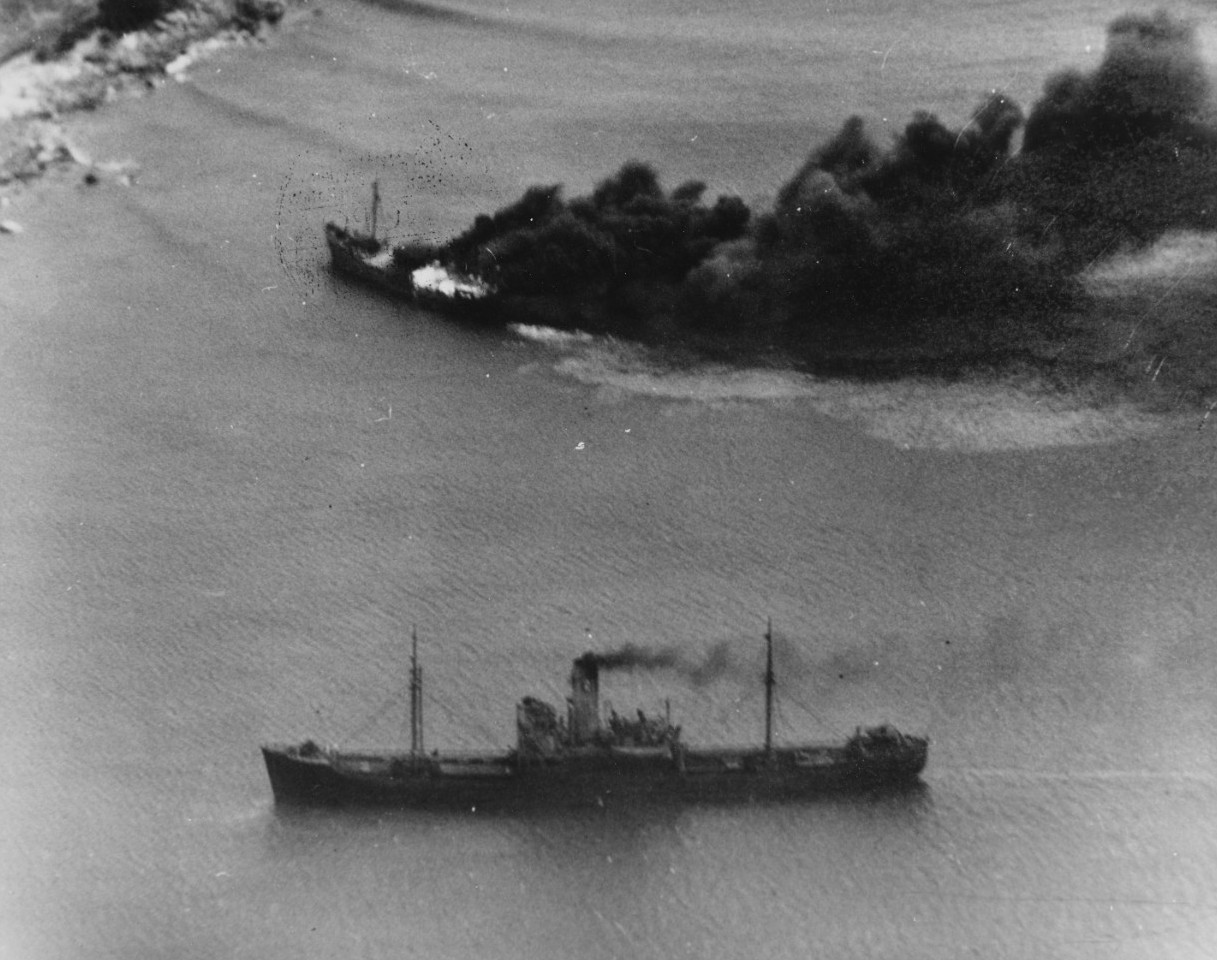
Dwa japońskie statki zaatakowane przez lotnictwo, u wybrzeży Indochin Francuskich (12 stycznia 1945 rok)

11 stycznia o godzinie 14:00 3. Flota rozpoczęła przygotowania do ataku na Zatokę Cam Ranch. Flota podzieliła się na trzy grupy bojowe, jedna rozpoczęła podejście do ataku, natomiast pozostałe dwie wystrzeliły myśliwce w celu zapewnienia bojowego patrolu powietrznego nad pierwszą grupą. Przed świtem 12 stycznia jedna z grup wystrzeliła samoloty w celu poszukiwania japońskich statków w rejonie Zatoki Cam Ranh. Załogi tych samolotów przekazały przez radio lokalizację japońskich okrętów i przeprowadziły poszukiwania wrogich pancerników, których jednak nie udało się znaleźć. O 07:31, około pół godziny przed wschodem słońca, amerykanie rozpoczęli atak na nieprzygotowanych do obrony Japończyków.
Amerykańscy lotnicy odnieśli znaczny sukces w walce z japońskimi konwojami. Dwie grupy samolotów zaatakowały i zatopiły konwój 10 statków eskortowanych przez 7 okrętów wojennych w rejonie Qui Nhơn. Kolejny konwój został zlokalizowany i zatopiony w pobliżu Cape Padaran. Składał się na niego 1 tankowiec, 2 eskorty niszczycieli i 1 okręt patrolowy. Konwój składający się z 8 okrętów został również zaatakowany w pobliżu Vũng Tàu, prowadząc do utraty 3 frachtowców, 3 tankowców oraz 3 eskorty niszczycieli. Amerykańskie samoloty uderzyły również w japońską żeglugę w rejonie Sajgonu. W rejonie Ho Chi Minh zostało zatopionych 7 frachtowców i 4 tankowce 1 łódź patrolowa oraz 4 eskorty niszczycieli. Przez pomyłkę zatopiony został również francuski krążownik La Motte-Picquet. Uszkodzona została także stacja kolejowa w Nha Trang i most między Sajgonem, a Biên Hoà.
W sumie 12 stycznia zatopiono 46 japońskich statków, z czego 28 to były statki handlowe o łącznym tonażu 142 285 ton. Jednocześnie Amerykanie w Zatoce Cam Ranh zestrzelili 15 samolotów oraz kolejne 77 samolotów na okolicznych lotniskach. W sumie 3. Flota Stanów Zjednoczonych straciła 23 samoloty. Francuski rząd w Indochinach odmówił wydania Japończykom zestrzelonych pilotów amerykańskich i zapewnił im eskortę do chińskiej granicy. Amerykanom pomagali również cywile.

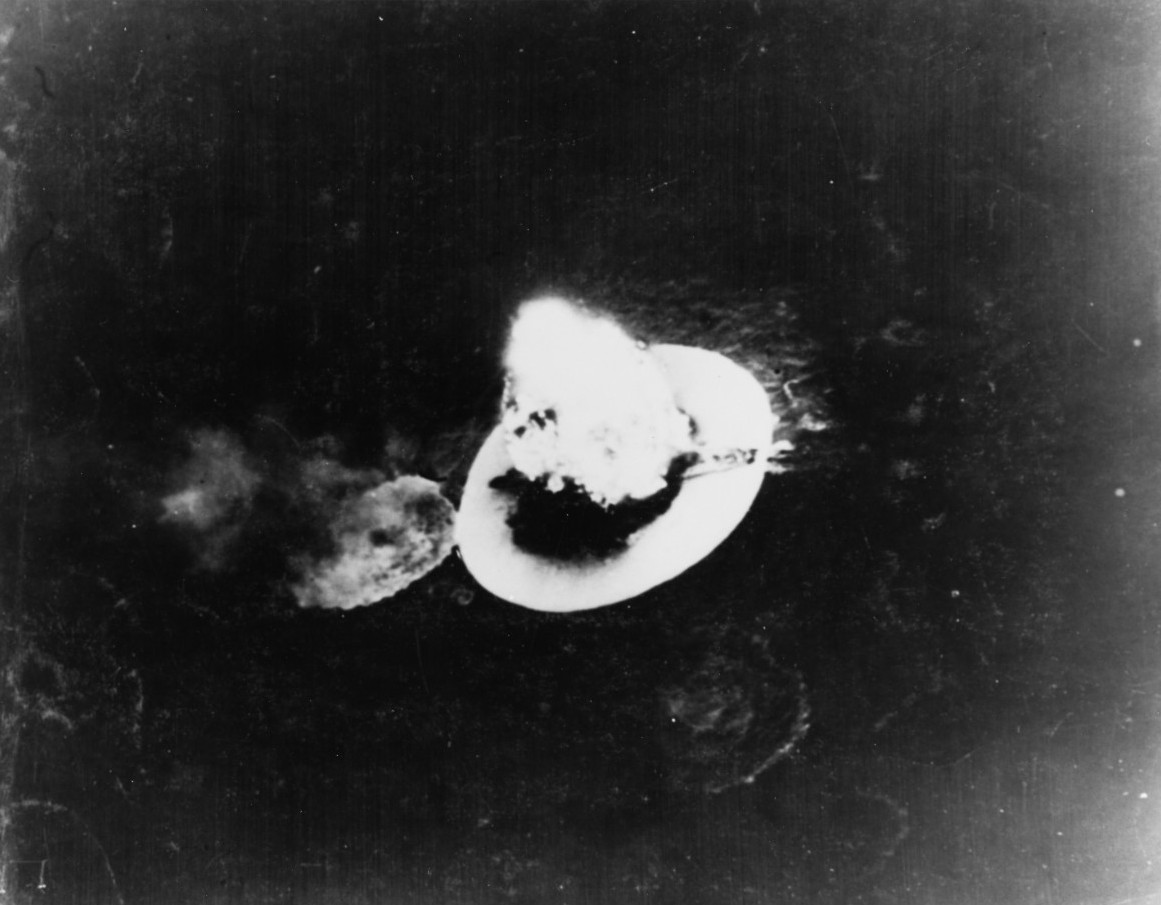
Japoński statek po ataku amerykańskiego lotnictwa (15 stycznia 1945 rok)

### Atak na Formozę
12 stycznia o godzinie 19:31, 3. Flota zmieniła kurs i popłynęła na północny wschód, w kierunku Formozy. Kurs ten utrzymywano następnego dnia, aby ewentualnego japońskiego pościgu. 13 stycznia admirał floty Ernest King, szef operacji morskich, rozkazał 3. Flocie pozostać „w strategicznej pozycji do przechwytywania sił wroga zbliżających się do obszaru Zatoki Lingayen z północy lub południa”.
14 stycznia 3. Flota popłynęła na północ, by zaatakować Tajwan. Warunki pogodowe były złe i 15 stycznia o godzinie 3:00, John McCain zalecił Halsey'owi odwołanie nalotów. Mimo to dowódca 3. Floty postanowił kontynuować atak na północ i o 4:00 nakazał wystrzelenie samolotów rozpoznawczych w rejon Hongkongu.
15 stycznia 3. Flota znajdowała się około 273 km na południowy zachód od Formozy oraz 410 km na południowy wschód od Hongkongu. O godzinie 7:30 Halsey wydał rozkaz do ataku. Dziesięć myśliwców zostało wysłanych na Formozę, a kolejnych sześć na lotniska na wybrzeżu południu Chin. Ponadto dokonano osiem nalotów na statki w regionach Kaohsiung oraz Zuoying. Chociaż zlokalizowano dużą liczbę statków, atak został w dużej mierze udaremniony przez złą pogodę i ciężki ogień przeciwlotniczy. W rejonie Kaohsiung Amerykanie zatopili niszczyciel „Hatakaze” oraz 1 tankowiec. W okolicach Peskador amerykańskie samoloty zatopiły niszczyciel Tsuga. W sumie 3. Flota zniszczyła 34 japońskie samolotów oraz straciła 12 własnych. O godzinie 16:44 lotniskowce zmieniły kurs, aby zaatakować południowe Chiny.

### Atak na Południowe Chiny

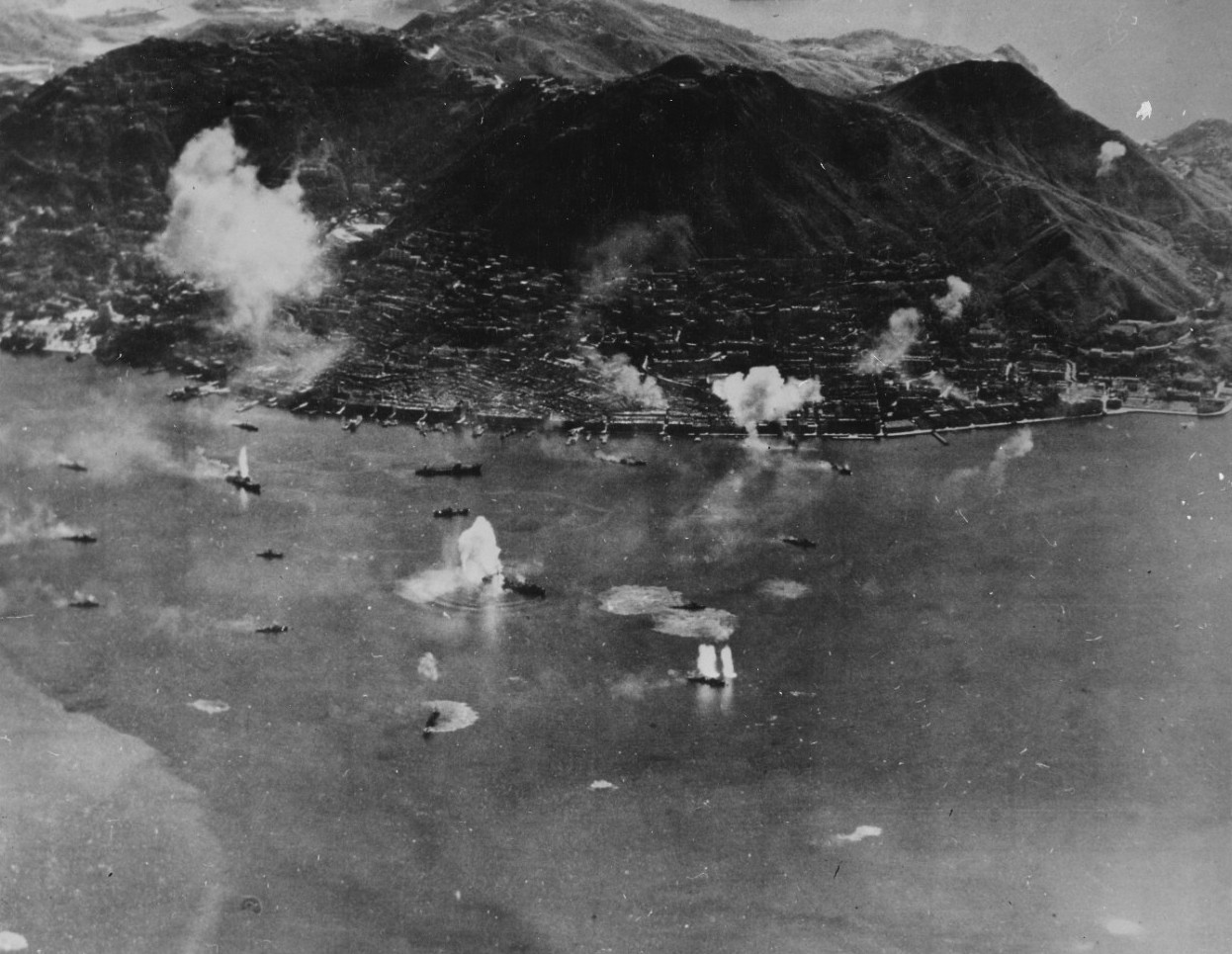
Japońskie okręty w Hongkongu zaatakowane przez amerykańskie lotnictwo (16 stycznia 1945 rok)

W grudniu 1940 roku w wyniku bitwy o Hongkong Japończycy zajęli to ważne miasto oraz duży obszar południowych Chin. W grudniu 1941 roku Cesarstwo wybudowało tutaj port logistyczny, do którego przypływały statki handlowe z Holenderskich Indii Wschodnich.  Od października 1942 roku do 1945 roku statki towarowe płynące do Hongkongu były atakowane przez chińskich partyzantów.
16 stycznia 3. Flota Stanów Zjednoczonych uderzyła na Hongkong. Dokonano dwóch nalotów rano (o 7:32) przy użyciu 138 samolotów oraz po południu przy użyciu 158 samolotów. W wyniku nalotów zatopiono 6 japońskich tankowców oraz kilkanaście statków wojennych. Ponadto Amerykanie zaatakowali lotnisko Hongkong-Kai Tak oraz wioskę Hung Hom. Był to największy atak powietrzny przeprowadzony na Hongkong. Dodatkowo Amerykanie, przypadkowo, zaatakowali portugalską kolonię Makau. Głównym celem nalotu był zapas paliwa lotniczego w Centrum Lotnictwa Marynarki Wojennej w Makau, o którym alianci dowiedzieli się od Chińczyków. W wyniku ataku zginęło 2 żołnierzy i kilku cywilów.
Nalotów dokonano również na miasto Kanton oraz wyspę Hajnan. Ponadto zaatakowano lotniska wzdłuż chińskiego wybrzeża między półwyspem Leizhou, a Shantou.
W wyniku nalotów Amerykanie stracili 22 samoloty. 4 pilotów zostało wziętych do niewoli, po zestrzeleniu ich myśliwców, natomiast kolejnych 7 uniknęło schwytania i przedostało się na tereny zajmowane przez aliantów. Japończycy stracili 13 samolotów.

### Opuszczenie Morza Południowochińskiego
Po zakończeniu ataków 16 stycznia 3. Flota skierowała się na południe, aby zatankować, jednak z powodu złych warunków pogodowych nie udało się zatankować wszystkich jednostek. Ponieważ amerykańscy meteorolodzy spodziewali się, że zła pogoda utrzyma się do 19 stycznia, Halsey postanowił opuścić Morze Południowochińskie przez Cieśninę Surigao. Kiedy Nimitz dowiedział się o tym, zażądał, aby 3. Flota przepłynęła przez Cieśninę Luzon. Dzięki temu myśliwce wciąż miałyby możliwość zaatakowania Tajwanu. W dodatku flota uniknęłaby wykrycia przez japońskie garnizony na pobliskich wyspach. Halsey postanowił spełnić prośbę Nimitza. Jego flota zakończyła tankowanie 19 stycznia i ruszyła na północ w kierunku kanału Balintang, przez który, 20 stycznia o godzinie 22:00, opuściła Morze Południowochińskie.

## Następstwa

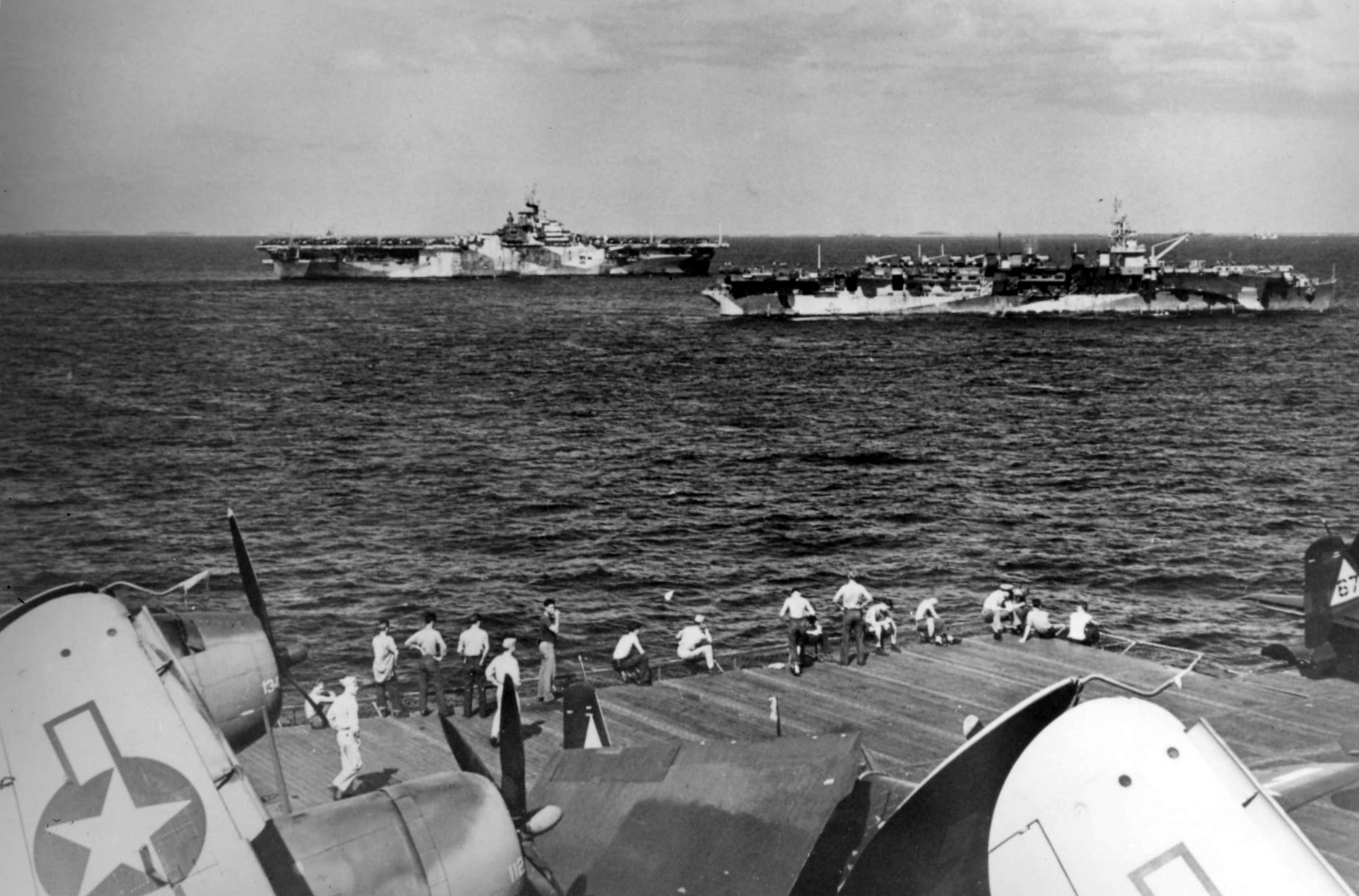
Lotniskowiec USS „Hornet” (po lewej) oraz USS „Independence”. Zdjęcie wykonane z pokładu USS „Wasp” (26 stycznia 1945 rok)

Po opuszczeniu Morza Południowochińskiego, 3. Flota ponownie zaatakowała lotniska i porty na Formozie. W wyniku nalotu zniszczono 10 japońskich statków handlowych. Jeden z myśliwców wroga uszkodził lotniskowiec USS „Langley” dwiema małymi bombami. Lotniskowiec USS „Ticonderoga” oraz niszczyciel USS „Maddox” zostały uszkodzone przez kamikaze. Ponadto okręt flagowy McCaina, USS „Hancock” doznał znacznych uszkodzeń w wyniku eksplozji jednego z lądujących na nim samolotów. USS „Hancock” i USS „Ticonderoga” oddzieliły się od floty i odpłynęły na Ulithi w celu naprawy. 22 stycznia pozostałe lotniskowce uderzyły na Riukiu. Wieczorem skręciły na południe i 25 stycznia dopłynęły do atolu Ulithi. Następnego dnia Halsey przekazał dowództwo nad 3. Flotą Spruance’owi.
Nalot na Morze Południowochińskie uznano za sukces. Podczas operacji, w dniach 10–20 stycznia 3. Flota przepłynęła ponad 5000 km bez ponoszenia ciężkich strat. Chester Nimitz stwierdził później, że „wyprawa na Morze Południowochińskie została przemyślana i znakomicie wykonana”.
Rząd Portugalii zaprotestował w związku z naruszeniem neutralności Makau przez Stany Zjednoczone po nalocie z 16 stycznia. Rząd USA oficjalnie przeprosił za incydent 20 stycznia, a w 1950 roku przekazały Portugalii odszkodowanie w wysokości 20,3 miliona dolarów za szkody wyrządzone w trakcie nalotu.

## Galeria

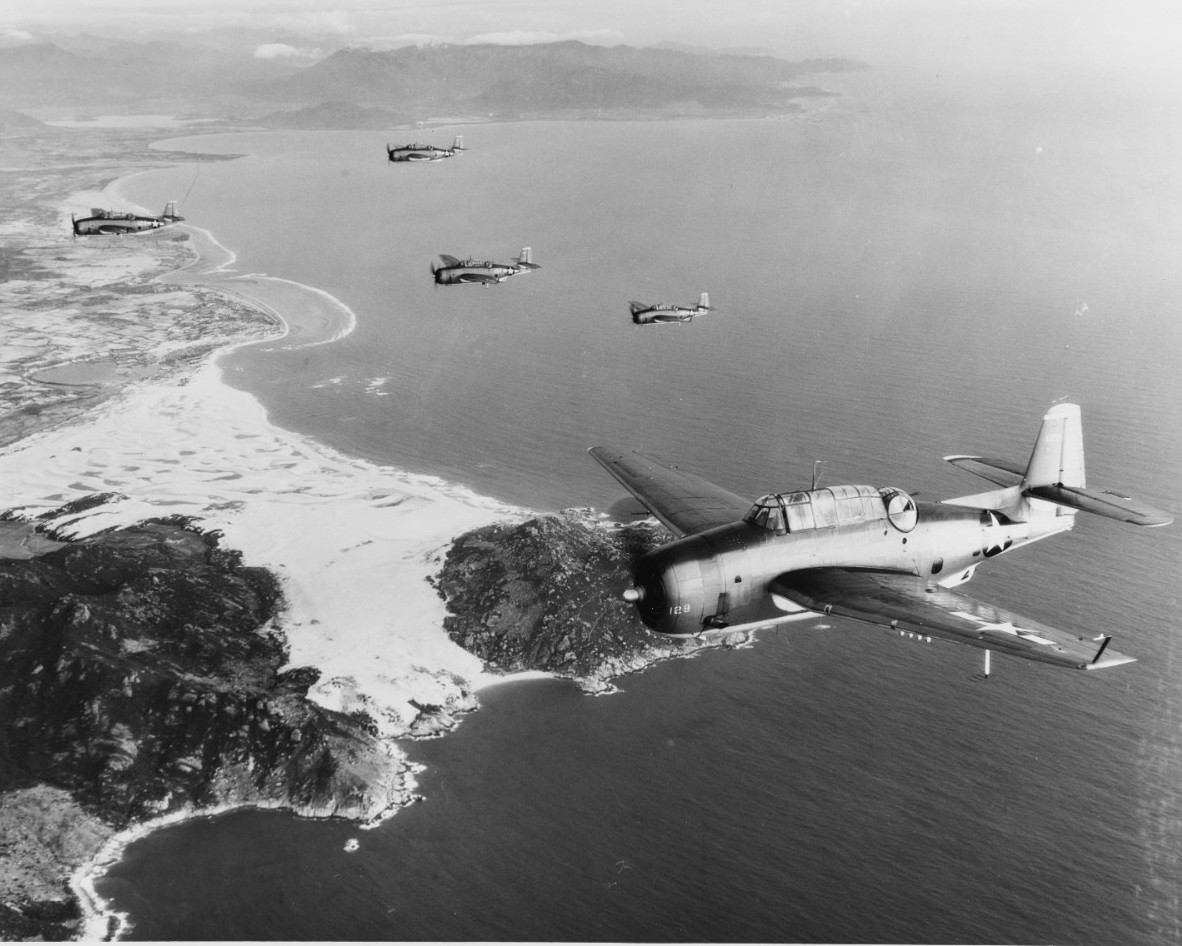
Amerykańskie Grumman TBF Avenger na krótko przed atakiem na  Sajgon (12 stycznia 1945 rok)
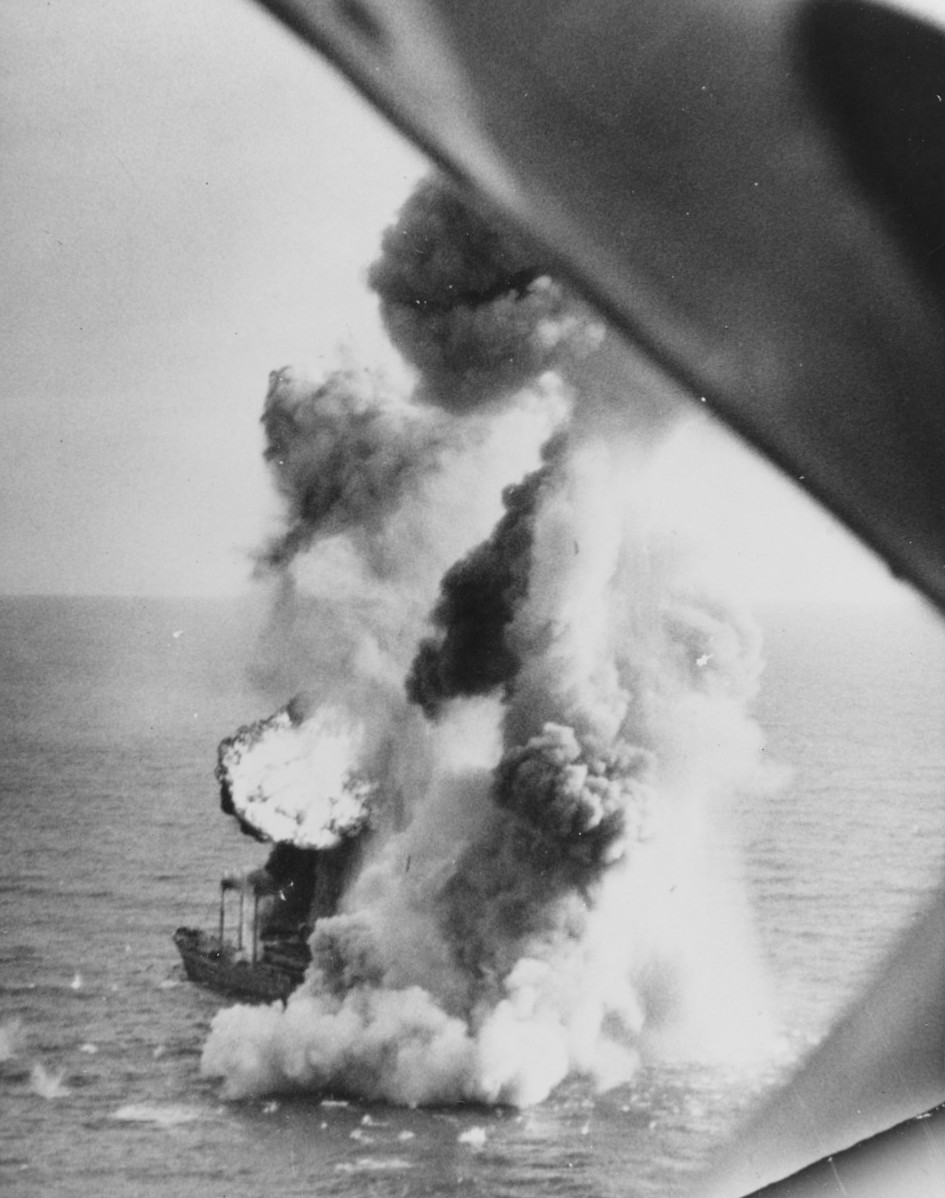
Płonąca Japońska fregata w pobliżu Zatoki Cam Ranch (12 stycznia 1945 rok)
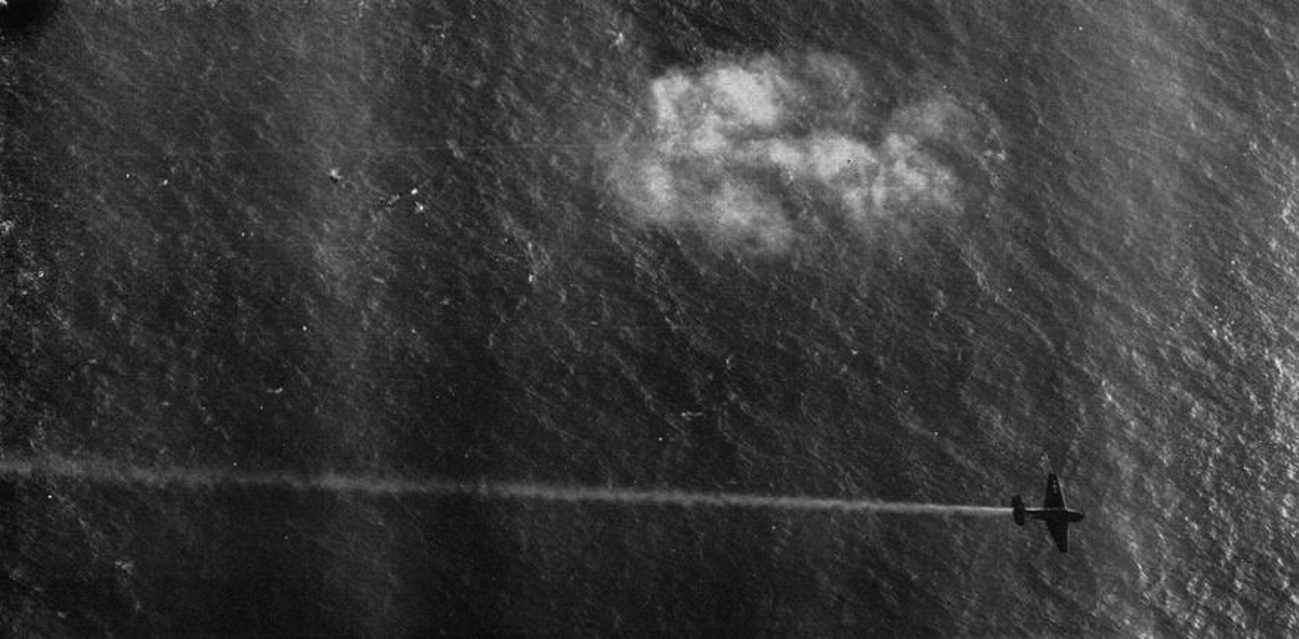
Uszkodzony Grumman TBF Avenger przelatujący nad Morzem Południowochińskim
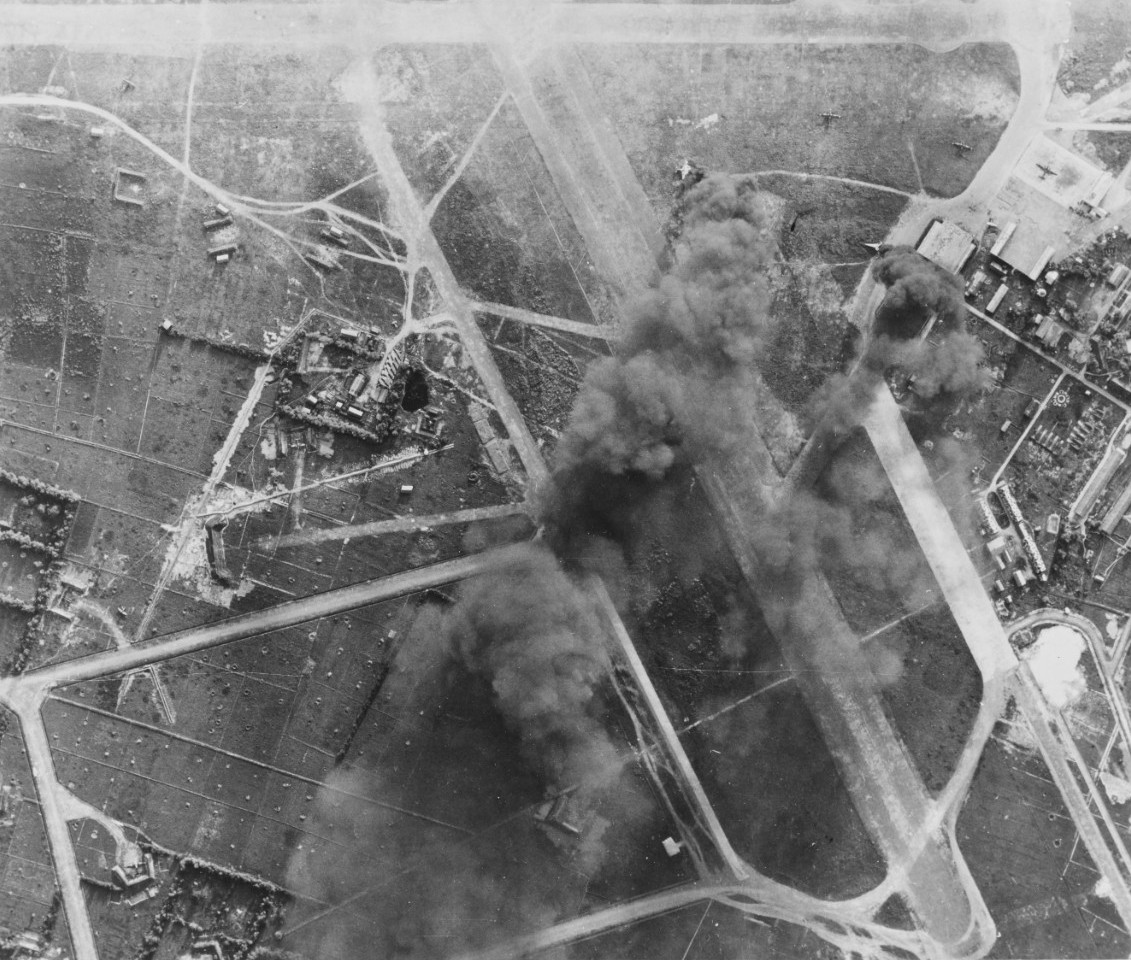
Płonące japońskie lotniska w okolicy Sajgonu (12 stycznia 1945 rok)
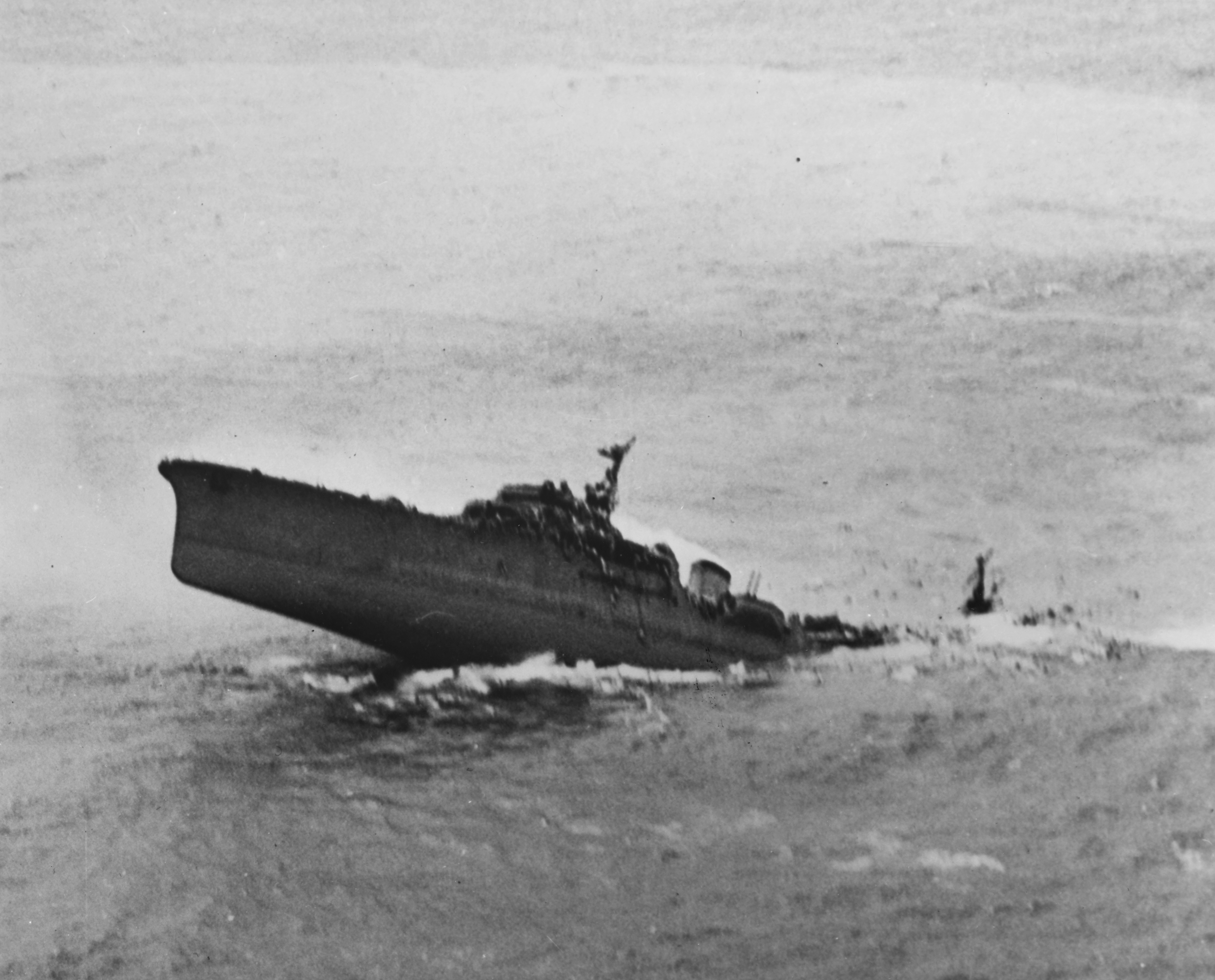
Japoński niszczyciel Kashii storpedowany przez amerykańskie lotnictwo (12 stycznia 1945 rok)
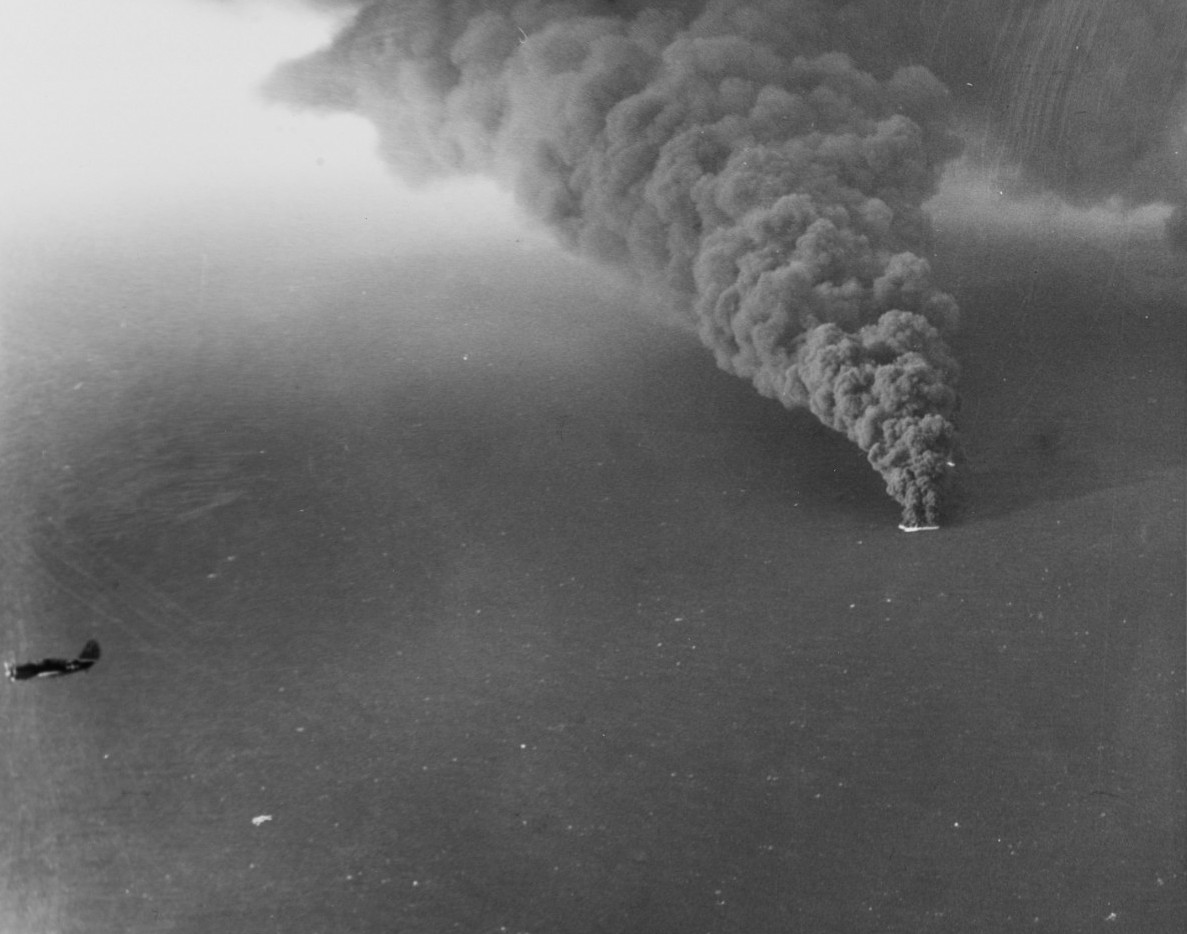
Płonący japoński statek zbombardowany przez amerykańskie lotnictwo 15 mil od Zatoki Cam Ranch (12 stycznia 1945 rok)
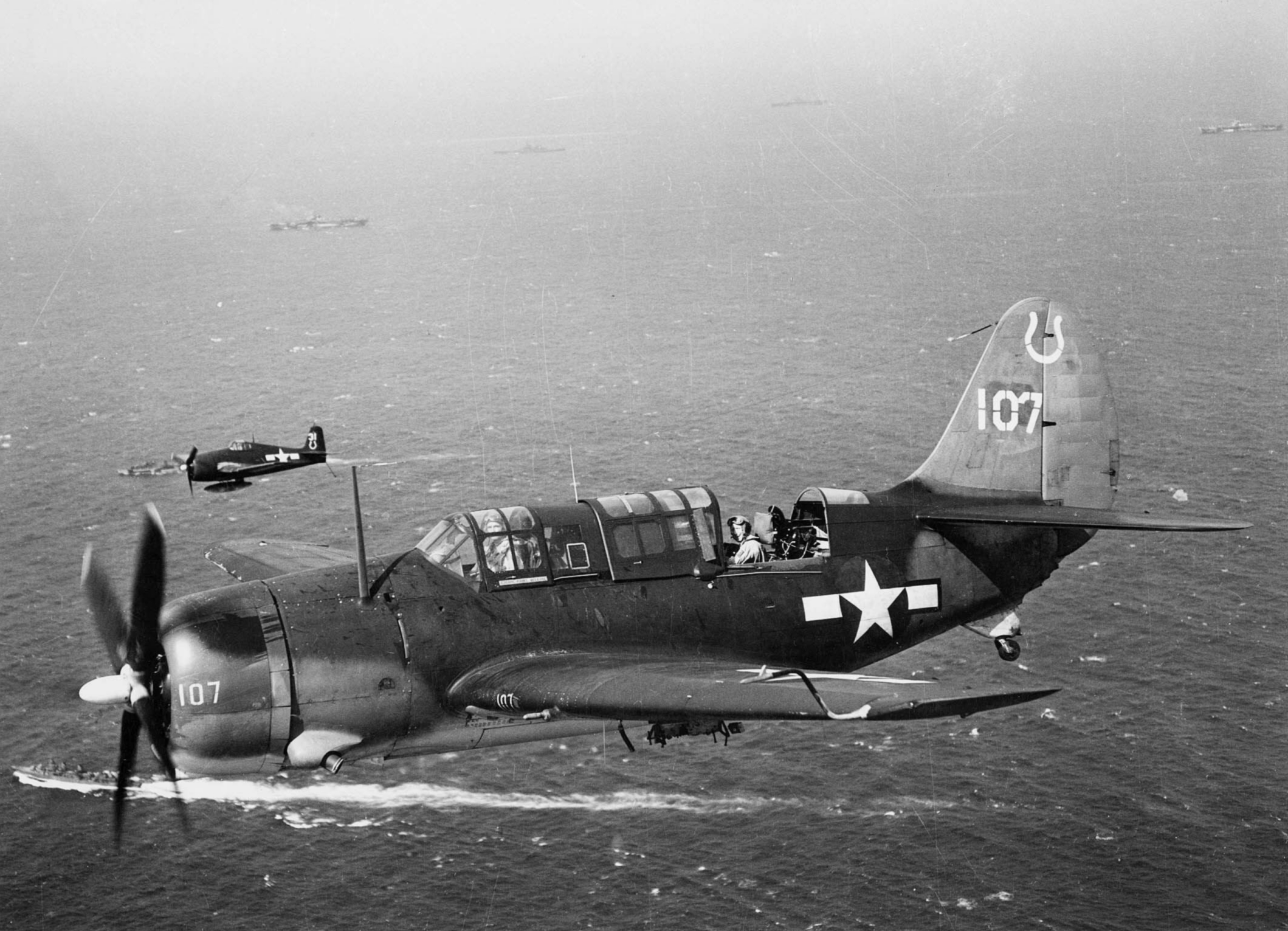
Amerykański Curtiss SB2C Helldiver przelatujący nad USS „Hancock” w pobliżu Indochin Francuskich
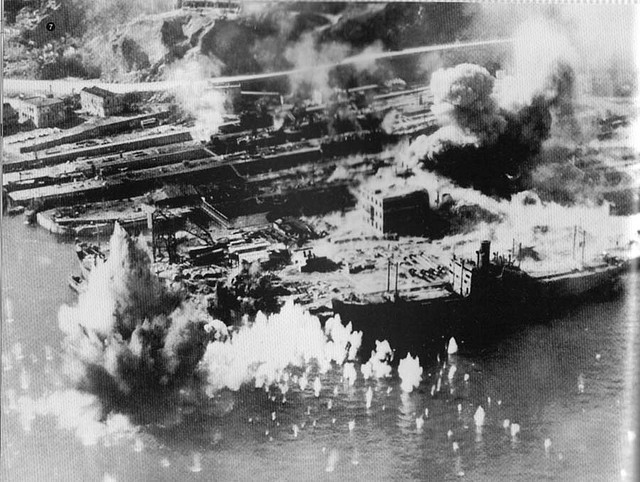
Taikoo zaatakowane przez amerykańskie lotnictwo
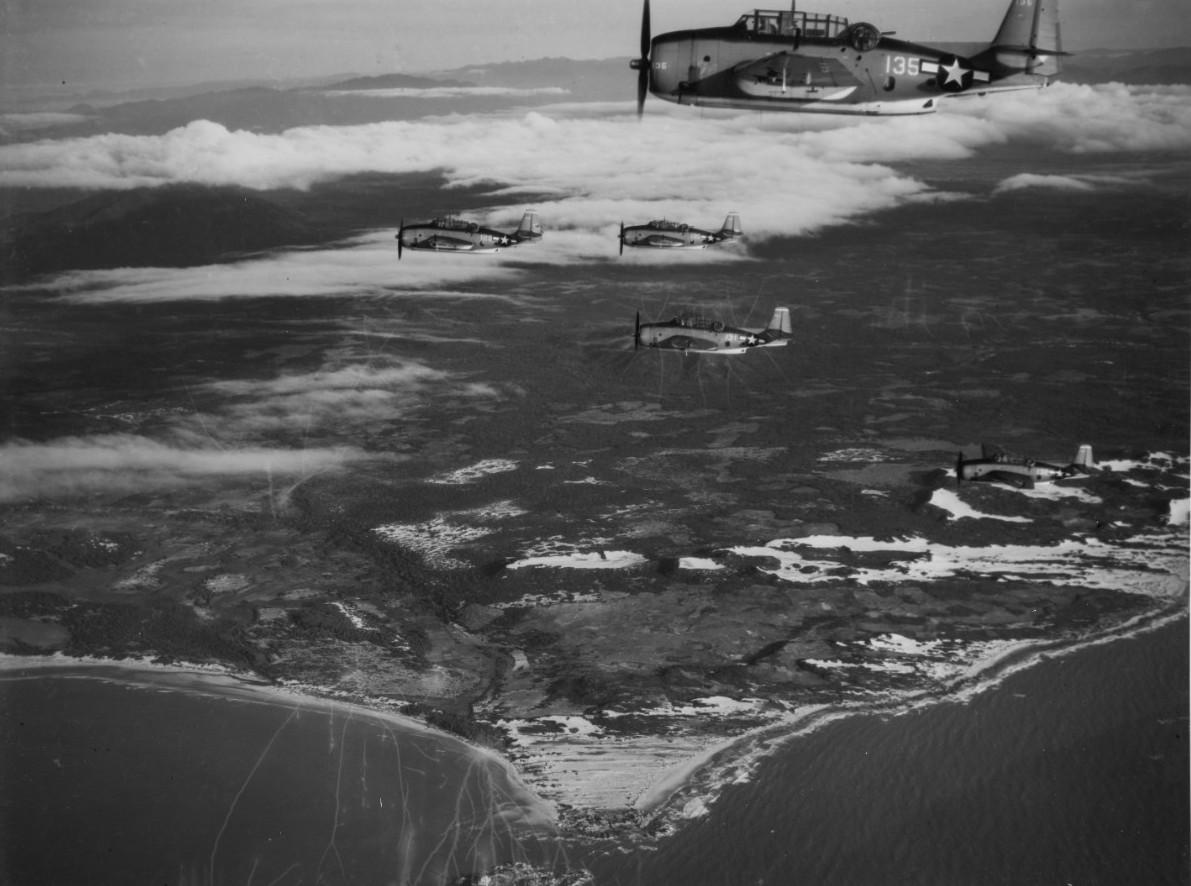
Amerykański Grumman TBF Avenger powracające na lotniskowiec po ataku na Sajgon (12 stycznia 1945 rok)
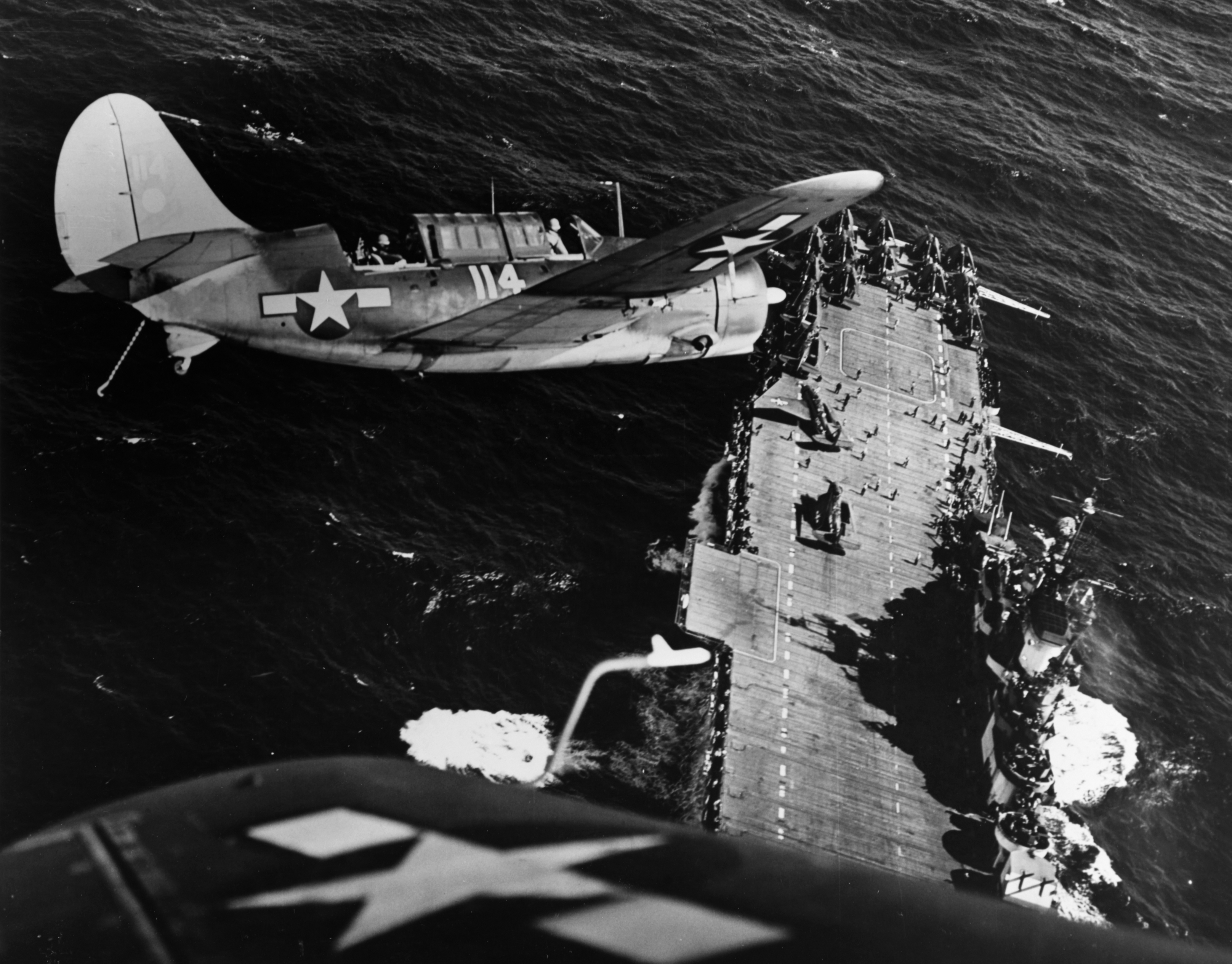
Dwa Amerykańskie Curtiss SB2C Helldiver przelatujące and USS „Hornet”
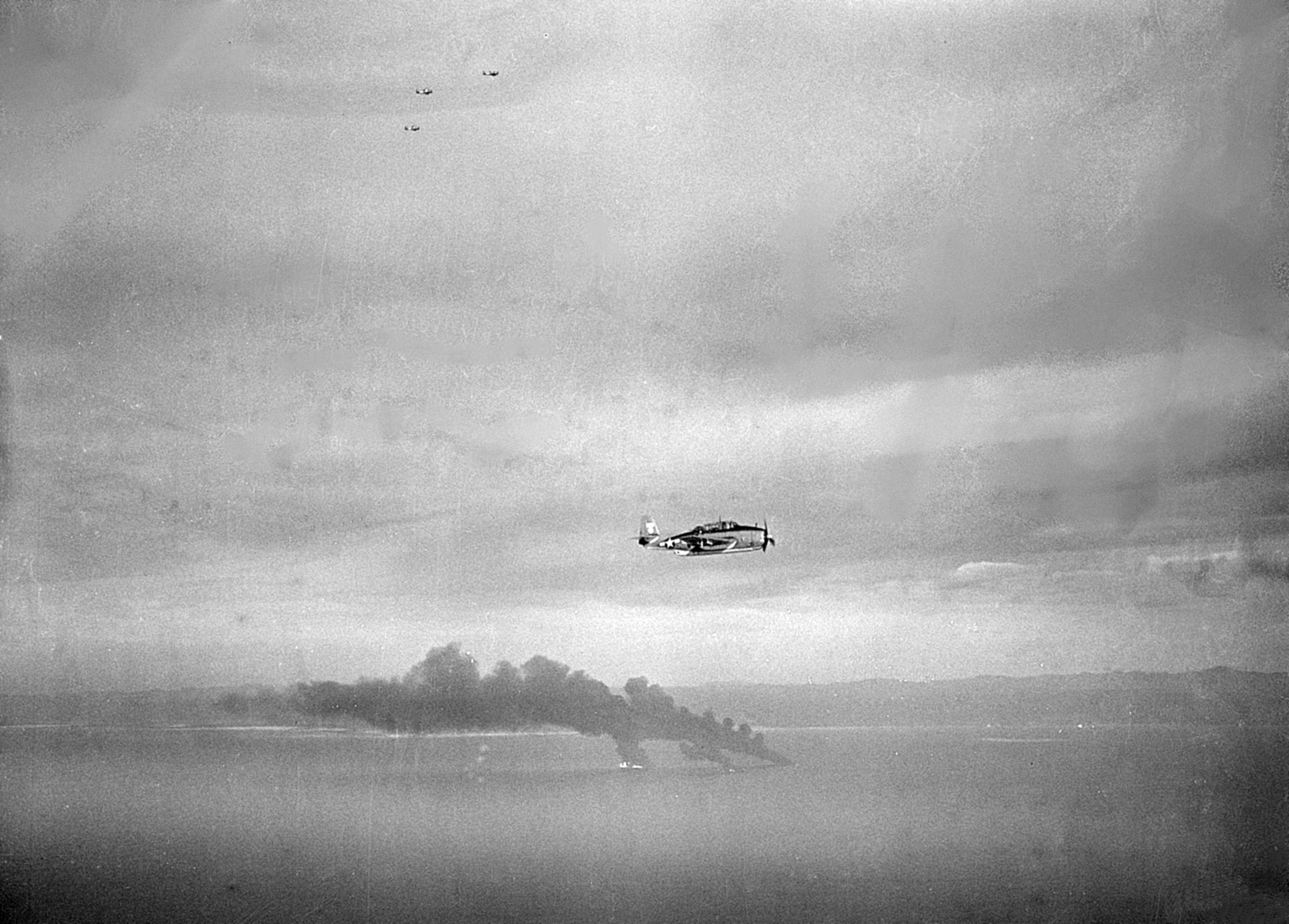
Amerykański Grumman TBF Avenger przelatujący nad 3 płonącymi japońskimi tankowcami